# Orthosia itatiaiensis
Orthosia itatiaiensis är en oleanderväxtart som beskrevs av Gustaf Oskar Andersson Malme. Orthosia itatiaiensis ingår i släktet Orthosia och familjen oleanderväxter. Inga underarter finns listade i Catalogue of Life.